# Нон-стоп продакшн
«Нон-стоп продакшн» — российская кинокомпания, занимающаяся производством полнометражных фильмов. Основана в 2005 году кинопродюсером Сергеем Мелькумовым. Является одним из лидеров отечественного кинопроизводства и входит в 10 компаний-мейджеров российского рынка.
Ранее такое же название имело некоммерческое партнёрство поддержки кинематографии (НО НП «Нон-Стоп Продакшн»), основанное 13 июля 2000 года Сергеем Мелькумовым и Еленой Яцурой. Организация участвовала в производстве фильмов «Апрель», «В движении», «Гололёд», «Дневник камикадзе» и «9 рота» (последние четыре фильма также производила студия «Art Pictures Group»).

## Владельцы
В октябре 2009 года Александр Роднянский купил 51 % компании «Нон-Стоп Продакшн» у Сергея Мелькумова.
В ноябре 2016 года 51 % киностудии перешли к кипрской компании Роднянского и Мелькумова «Снапфлай Лимитед», а остальные 49 % — компании Excalibur Development S.A. (Люксембург), которая принадлежит финансовой организации ЗАО «Агракредит» (Азербайджан).
В августе 2020 года после финансовых разногласий с «Агракредитом» Роднянский стал практически полным собственником киностудии, подчинив себе её 99,8 % и тем самым погасив долги.
2 августа 2022 года из-за желания сосредоточиться на производстве фильмов и сериалов для международной аудитории Роднянский передал свою долю в компании новому генеральному директору Александру Чуканову.

## Кинофильмы
| Фильм                          | Дата выхода в прокат | Прокатчик            | Сборы в России и СНГ | Дата премьеры на ТВ | Телеканал | Рейтинг/ доля |
| ------------------------------ | -------------------- | -------------------- | -------------------- | ------------------- | --------- | ------------- |
| 18-14                          | 27 декабря 2007      | «Каропрокат»         | 60 млн руб.          | —                   | —         | —             |
| Волшебник                      | 11 сентября 2008     | «Premium Film»       | нет данных           | 19 октября 2008     | Первый    | 8.3/ 27.3     |
| Тот, кто гасит свет            | 2 октября 2008       | «Наше кино»          | 9 млн руб.           | 20 марта 2009       | НТВ       | 5.4/ 15.2     |
| Обитаемый остров. Фильм первый | 1 января 2009        | «Каропрокат»         | 644 млн руб.         | 2 января 2010       | Россия-1  | 5.1/ 16.6     |
| Обитаемый остров. Схватка      | 23 апреля 2009       | «Каропрокат»         | 204 млн руб.         | 3 января 2010       | Россия-1  | 5.0/ 15.2     |
| Человек у окна                 | июнь 2010            | —                    | —                    | 30 января 2011      | Россия-1  | нет данных    |
| В субботу                      | 24 марта 2011        | «Кино без границ»    | 3 млн руб.           | 26 апреля 2011      | Первый    | нет данных    |
| Елена                          | 29 сентября 2011     | «Нон-Стоп Продакшн»  | 21 млн руб.          | 6 ноября 2011       | Россия-1  | 6.6/ 18.4     |
| Тайна перевала Дятлова         | 28 февраля 2013      | «20 век Фокс СНГ»    | 151 млн руб.         | 16 октября 2013     | СТС       | 2.3/ 7.6      |
| Сталинград                     | 10 октября 2013      | «WDSSPR»             | 1670 млн руб.        | 9 мая 2014          | Россия-1  | 4.0/ 14.9     |
| Авантюристы                    | 10 апреля 2014       | «20 век Фокс СНГ»    | 54 млн руб.          | 19 сентября 2015    | СТС       | 1.1/ 6.5      |
| Левиафан                       | 5 февраля 2015       | «20 век Фокс СНГ»    | 92 млн руб.          | 18 мая 2021         | ОТР       | нет данных    |
| Дуэлянт                        | 29 сентября 2016     | «WDSSPR»             | 365 млн руб.         | 9 апреля 2017       | НТВ       | 2.4/ 6.5      |
| Нелюбовь                       | 1 июня 2017          | «WDSSPR»             | 95 млн руб.          | 20 мая 2021         | ОТР       | нет данных    |
| Человек, который удивил всех   | 25 октября 2018      | «ПРОвзгляд»          | 6 млн руб.           | 18 декабря 2019     | ТВ-3      | нет данных    |
| Дылда                          | 20 июня 2019         | «Пионер»             | 26 млн руб.          | —                   | —         | —             |
| Ленин. Неизбежность            | 31 октября 2019      | «Каропрокат»         | 1 млн руб.           | —                   | —         | —             |
| Девятая                        | 7 ноября 2019        | «Централ партнершип» | 57 млн руб.          | 9 января 2021       | СТС       | 1.9/ 6.2      |
| (Не)идеальный мужчина          | 16 января 2020       | «Централ партнершип» | 519 млн руб.         | 14 августа 2020     | СТС       | 1.4/ 5.1      |
| Яга. Кошмар тёмного леса       | 27 февраля 2020      | «Централ партнершип» | 73 млн руб.          | 20 ноября 2020      | ТВ-3      | 0.7/ 2.5      |
| Дочь рыбака                    | 26 ноября 2020       | —                    | 1 млн руб.           | —                   | —         | —             |
| Чернобыль                      | 15 апреля 2021       | «Централ партнершип» | 389 млн руб.         | 23 сентября 2022    | РЕН ТВ    | нет данных    |
| Разжимая кулаки                | 25 сентября 2021     | «Пионер»             | 3 млн руб.           | —                   | —         | —             |
| Мама, я дома                   | 26 февраля 2022      | Кинопоиск HD         | 1 млн руб.           | —                   | —         | —             |

## Телевизионные фильмы (1—2 серии)
| Фильм         | Дата премьеры  | Телеканал | Рейтинг/ доля |
| ------------- | -------------- | --------- | ------------- |
| Мелодия любви | 6 февраля 2011 | Россия-1  | 6.8/ 18.2     |
| Бесприданница | 2 октября 2011 | Россия-1  | 5.1/ 15.4     |
| Медведицы     | 15 июня 2020   | СТС       | нет данных    |
| Потеряшки     | 29 июня 2020   | СТС       | нет данных    |

## Телесериалы
| Название                      | Дата выпуска                   | Телеканалы   | Жанр                     |
| ----------------------------- | ------------------------------ | ------------ | ------------------------ |
| «Ленинград»                   | 19—22 февраля 2007             | Первый канал | историческая драма       |
| «18-14»                       | 16—17 декабря 2009             | СТС          | приключенческий детектив |
| «Достоевский»                 | 22—26 мая 2011                 | Россия-1     | биографическая драма     |
| «Белая гвардия»               | 3—4 марта 2012                 | Россия-1     | историческая драма       |
| «Патруль»                     | 3—7 июня 2013                  | НТВ          | детективная комедия      |
| «Наследница»                  | 25 августа 2013                | Интер        | комедийная мелодрама     |
| «Бесы»                        | 25 мая 2014                    | Россия-1     | историческая драма       |
| «Чужая жизнь»                 | 9—11 июня 2014                 | Россия-1     | мелодрама                |
| «Рая знает» / «Рая знает всё» | 7 декабря 2015—15 августа 2019 | Россия-1     | детективное драмеди      |
| «Следователь Тихонов»         | 11—21 апреля 2016              | Россия-1     | детектив                 |
| «Стена»                       | 4 ноября 2016                  | Россия-1     | историческая драма       |
| «Демон революции»             | 5—7 ноября 2017                | Россия-1     | историческая драма       |
| «Доктор Рихтер»               | 13 ноября 2017—21 ноября 2019  | Россия-1     | медицинская драма        |
| «Меморандум Парвуса»          | 15—25 января 2018              | Россия-К     | историческая драма       |
| «Седьмая симфония»            | 8—11 ноября 2021               | Россия-1     | историческая драма       |

## Веб-сериалы
| Название              | Дата выпуска              | Сервис    | Жанр              |
| --------------------- | ------------------------- | --------- | ----------------- |
| «Zakon i Besporyadok» | 27 ноября—11 декабря 2020 | Ivi.ru    | комедийный боевик |
| «Хэдшот»              | 2 января—1 февраля 2023   | Кинопоиск | спортивная драма  |

## Документальные фильмы
| Фильм                      | Год  | Режиссёр                               |
| -------------------------- | ---- | -------------------------------------- |
| Я тебя люблю               | 2010 | Павел Костомаров, Александр Расторгуев |
| Непал форева               | 2012 | Алёна Полунина                         |
| Андрей Звягинцев. Режиссёр | 2017 | Дмитрий Рудаков                        |

## Судебные разбирательства
- 24 августа 2009 года в московском арбитражном суде был зарегистрирован иск компании «ВИ Трэнд» (входящей в группу компаний «Видео Интернешнл») к кинокомпании «Нон-стоп продакшн». Кинокомпания обвинялась в своевременной неуплате задолженности в размере 26 миллионов рублей за рекламную поддержку на телевидении двух частей фильма «Обитаемый остров», который кинокомпания продюсировала[40].
- Весной 2018 года миноритарный акционер компании «Нон-стоп продакшн», Excalibur Development, начал требовать через суд признать недействительным решение компании о выдаче поручительства перед банком за другую компанию, название которой стороны не раскрывают. По словам юриста «Нон-стоп продакшн» Григория Захарова, решение о поручительстве было принято в соответствии с законом и уставом, с заёмщиком «Нон-стоп продакшн» реализует большой телепроект и так защищает интересы в нём[41].

## Награды
- В 2008 году сериал «Ленинград» получил 2 премии «Золотой орёл» в номинациях «Лучший мини-сериал (до 10 серий включительно)» и «Лучшая работа оператора» (Владимир Климов).
- В 2009 году фильм «Обитаемый остров. Фильм первый» получил премию «Жорж» в номинации «Самый обсуждаемый фильм в рунете».
- В 2009 году фильм «Обитаемый остров. Схватка» получил кинонаграду «MTV Россия» в номинации «Лучший трейлер».
- В 2010 году фильм «Обитаемый остров. Фильм первый» получил 3 премии «Золотой орёл» в номинациях «Лучшая работа оператора» (Максим Осадчий), «Лучшая музыка» (Юрий Потеенко) и «Лучший монтаж» (Игорь Литонинский).
- В 2011 году фильм «Елена» получил приз жюри в программе «Особый взгляд» Каннского кинофестиваля[42].
- В 2012 году сериал «Достоевский» получил 3 премии «Золотой орёл» в номинациях «Лучший мини-сериал (до 10 серий включительно)», «Лучший актёр на ТВ» (Евгений Миронов) и «Лучшая актриса на ТВ» (Валентина Талызина).
- В 2012 году фильм «Елена» получил 4 премии «Золотой орёл» в номинациях «Лучший фильм», «Лучший режиссёр» (Андрей Звягинцев), «Лучшая женская роль второго плана» (Елена Лядова), «Лучшая работа оператора» (Михаил Кричман) и 4 премии «Ника» в номинациях «Лучший режиссёр» (Андрей Звягинцев), «Лучшая женская роль» (Надежда Маркина), «Лучшая женская роль второго плана» (Елена Лядова) и «Лучшая работа оператора» (Михаил Кричман).
- В 2013 году сериал «Белая гвардия» получил премию «Золотой орёл» в номинации «Лучший мини-сериал (до 10 серий включительно)».
- В 2014 году фильм «Сталинград» получил 4 премии «Золотой орёл» в номинациях «Лучшая операторская работа» (Максим Осадчий), «Лучшая работа художника-постановщика» (Сергей Иванов), «Лучшая работа художника по костюмам» (Татьяна Патрахальцева), «Лучшая работа звукорежиссёра» (Ростислав Алимов) и 3 премии «Ника» в номинациях «Лучшая работа художника» (Сергей Иванов), «Лучшая работа художника по костюмам» (Татьяна Патрахальцева) и «Лучшая работа звукорежиссёра» (Ростислав Алимов).
- В 2014 году фильм «Левиафан» получил приз Каннского кинофестиваля в номинации «Лучший сценарий» (Олег Негин, Андрей Звягинцев)[43].
- В 2015 году сериал «Бесы» получил премию «Золотой орёл» в номинации «Лучший мини-сериал (до 10 серий включительно)».
- В 2015 году фильм «Левиафан» получил премию «Золотой глобус» в номинации «Лучший фильм на иностранном языке», 4 премии «Золотой орёл» в номинациях «Лучший режиссёр» (Андрей Звягинцев), «Лучшая женская роль» (Елена Лядова), «Лучшая мужская роль второго плана» (Роман Мадянов), «Лучший монтаж» (Анна Масс) и 2 премии «Ника» в номинациях «Лучшая женская роль» (Елена Лядова) и «Лучшая мужская роль второго плана» (Роман Мадянов).
- В 2016 году фильм «Левиафан» получил премию «Жорж» в номинации «Лучшая российская драма».
- В 2017 году фильм «Нелюбовь» получил приз жюри Каннского кинофестиваля[44], 2 премии Европейской киноакадемии в номинациях «Лучший композитор» (Евгений и Александр Гальперины) и «Лучший оператор» (Михаил Кричман)[45], гран-при на Мюнхенском кинофестивале[46], гран-при кинофестиваля «Золотой феникс»[47], гран-при международного конкурса художественных фильмов «Золотой кокон»[48], гран-при Лондонского кинофестиваля[49], премию Азиатско-Тихоокеанской киноакадемии в номинации «Лучшая режиссура» (Андрей Звягинцев)[50] и 3 премии «Золотой единорог» в номинациях «Лучший фильм», «Лучший сценарий» (Олег Негин, Андрей Звягинцев) и «Лучшая актриса» (Марьяна Спивак)[51].
- В 2018 году фильм «Нелюбовь» получил премию «Сезар» в номинации «Лучший иностранный фильм»[52] и премию «Золотой орёл» в номинации «Лучший режиссёр» (Андрей Звягинцев).
- В 2018 году сериал «Демон революции» получил премию фестиваля «Утро Родины» в номинации «Лучшая мужская роль второго плана» (Максим Матвеев)[53].

### Комментарии
1. ↑  Указаны сборы от показов фильма на кинофестивалях, в кинопрокат фильм не выходил.